# Cầu diệp chụm
Cầu diệp chụm (danh pháp hai phần: Bulbophyllum fascinator) là một loài phong lan thuộc chi Bulbophyllum.

## Hình ảnh

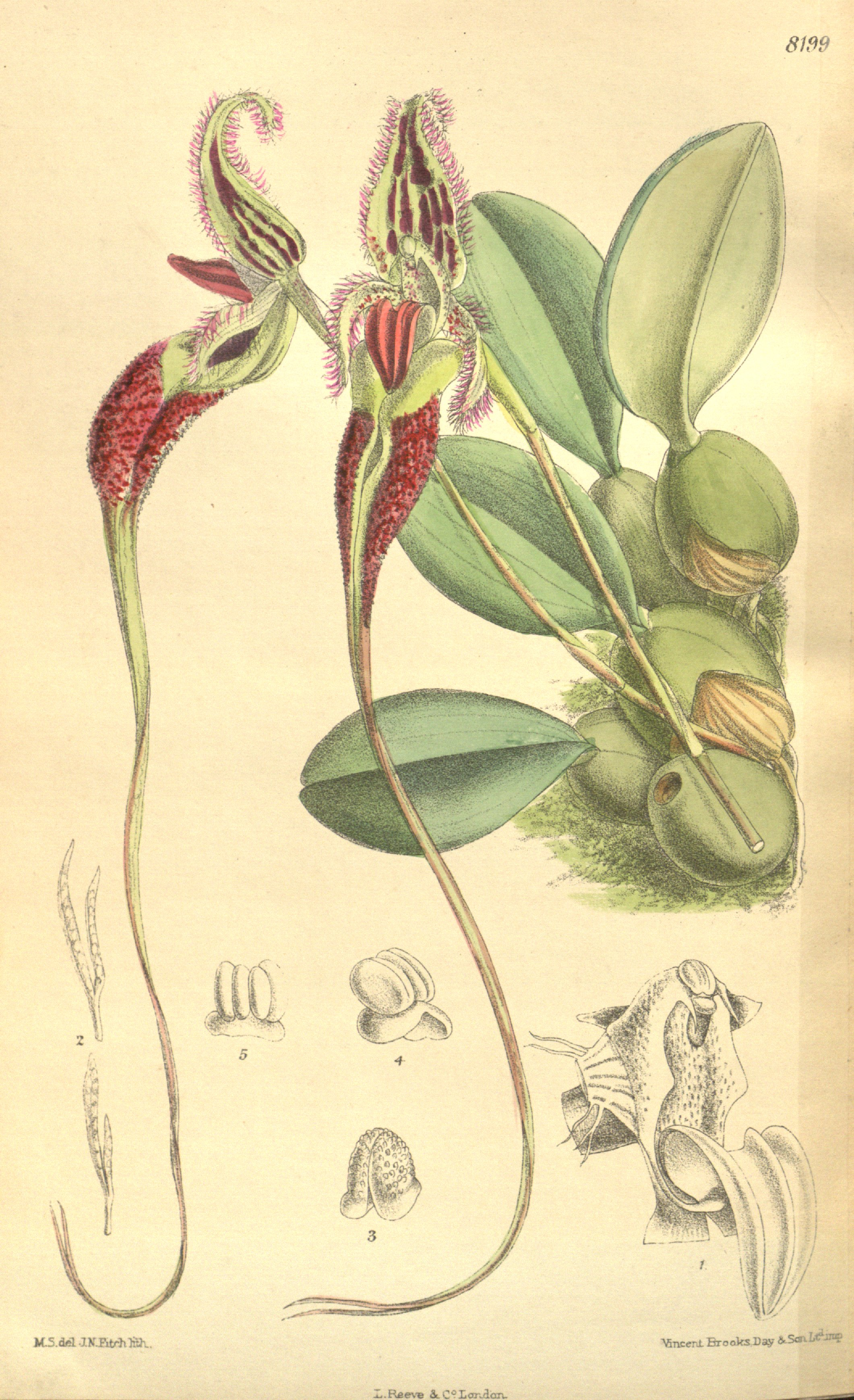